# Chamaesphecia osmiaeformis
Chamaesphecia osmiaeformis is een vlinder uit de familie wespvlinders (Sesiidae), onderfamilie Sesiinae.
De wetenschappelijke naam van de soort is voor het eerst geldig gepubliceerd door Herrich-Schäffer in 1848. De soort komt voor in het Palearctisch gebied.